# Серни, Марк Эван
Марк Эван Серни (англ. Mark Evan Cerny; 24 августа 1964, Область залива Сан-Франциско, Калифорния) — американский геймдизайнер, геймдиректор, продюсер, программист и инженер.

## Биография
Вырос Марк в районе залива Сан-Франциско. Окончив подготовительную школу колледжа, поступил в Калифорнийский университет города Беркли. Прежде чем бросить учёбу и продолжить карьеру программиста, он работал с Atari, Sega, Crystal Dynamics и Universal Interactive Studios. В 1998 году стал независимым консультантом собственной компании Cerny Games. С тех пор Серни часто сотрудничал с Sony Interactive Entertainment, в том числе был ведущим дизайнером оборудования для нескольких консолей PlayStation, и с момента их создания, в 1990-х годах, консультировал Naughty Dog и Insomniac Games, а также с другими собственными студиями Sony. Он также разработал несколько игр, в частности, аркадную игру Marble Madness и серию игр Knack, и другие. За свою консультационную работу, в 2004 году он был удостоен награды Международной ассоциации разработчиков игр за заслуги в жизни, а в 2010 году был включен в Зал славы Академии интерактивных искусств и наук.

## Карьера

### 1982—1996: первые годы
Ещё с юности Серни обожал программирование аркадных игр. В 1982 году, когда ему было 17 лет, его пригласили работать в Atari, и ради этого он бросил учёбу в Калифорнийском университете в Беркли. Сначала он работал с Эдом Логгом над игрой «Millipede» и с Оуэном Рубином над «Major Havoc».
Первый успех Серни принесло создание в 18 лет аркадной игры «MarbleMadness» (в роли дизайнера и сопрограммиста).
В 1985 году, Серни заинтересовался оборудованием для видеоигр, считая что оно проще, чем его поздняя работа с PlayStation. К концу 1980-х, Серни присоединился к Sega работая в штаб-квартире в Японии, а затем, в 1991 году, вернувшись в США, чтобы помочь основать Sega Technical Institute. Там он работал над Sonic the Hedgehog 2.
Затем в 1992 году, Серни покинул Sega и пришёл в недавно созданную компанию Crystal Dynamics. Серни сыграл огромную роль, чтобы помочь Crystal Dynamics стать первой американский компанией, получившей комплект разработчика для PlayStation от Sony Computer Entertainment, для этого он приехал в Японию, чтобы договориться с Сюхэем Ёсидой (на тот момент молодым руководителем Sony). Хоть в 1994 году Crystal Dynamics получила комплект разработчика, Серни ушёл из студии в более выгодное предложение от Universal Pictures.

### 1996-н.в.: партнёрство с Sony
С 1994 по 1998 годы, Серни был связан с Universal Interactive Studios (подразделением Universal для видеоигр). Изначально Серни был вице-президентом по разработки видеоигр, но затем стал президентом. Поэтому у Серни было много возможностей, при нём Universal Interactive Studios наняла 2 новые студии, и присоединились Naughty Dog чтобы создать игры на PlayStation. Вот одни из них: Crash Bandicoot, Disruptor, Spyro the Dragon и др. После законченной работы Universal, Insomniac и Naughty Dog решили продолжить создание игр на PlayStation. Но в 1998 году у Universal возникли финансовые проблем, из-за этого Insomniac прекратила работу с Universal как и Серни. Далее Серни перешёл в свою компанию Cerny Games, для продолжения работы с Naughty Dog, Insomniac и Sony.
Примерно в 1999 году началась разработка PlayStation 2, Ёсида пригласил Серни, чтоб тот помог разработать графический движок. Серни согласился, проработав в Японии 3 месяца и став первым американцем, работавший над PlayStation 2. Затем Серни помог Naughty Dog и Insomniac над разработкой игр на PlayStation 2 и над их серией. На протяжении работы он сделал свой метод подхода к разработке игр.
Серни продолжит консультации с Sony. В 2003 году Ёсида был назначен вице-президентом по разработке продуктов в Sony Computer Entertainment America, где началось планирование следующей консоли Sony — PlayStation 3. Ёсида снова попросил помощи у Серни. Серни работал с Sony и Naughty Dog, чтобы сформировать группу Initiative for a Common Engine (ICE), при этом часть команды работала напрямую с Sony в Японии, чтобы сделать PlayStation 3. С оборудованием Cell, для PlayStation 3 было труднее, но некоторые планы ICE Team были реализованы. При этом Серни помогал в разработке игр на PlayStation 3 от Naughty Dog, Insomniac и Sony.
Примерно в 2007 году Sony ожидала появления преемника PlayStation 3, который не оправдал ожиданий Sony по продажам в сравнении с Microsoft Xbox 360 и способствовал уходу Кэна Кутараги из Sony. Посмертное исследование разработки PlayStation 3 показало, что либо следующая консоль останется с процессором Cell, либо перейдет на архитектуру на базе x86, общую для персональных компьютеров. Хотя подход x86 упростил бы некоторые части разработки, Серни сказал Sony, что в настоящее время это невыгодно для сторонних разработчиков, поскольку это помешает им получить доступ к низкоуровневым функциям, которые многие использовали для увеличения производительности консоли. В ноябре 2007 года Серни провел большую часть своего времени, исследуя историю архитектуры x86, а затем на основе того, что он узнал, предложил план Ёсиде, чтобы он взял на себя ведущую роль разработчика следующей PlayStation, чтобы следующая консоль была удобна для разработчиков при использовании архитектуры x86. Ёсида согласился, что помогло убедить высшее руководство Sony разрешить Серни остаться консультантом, пока его назначили ведущим дизайнером PlayStation 4. Подход Серни к дизайну PlayStation 4 считается значительным, поскольку он привел к тому, что консоль достигла более 100 миллионов проданных единиц к 2019 году, уступив только PlayStation 2 по пожизненным продажам. Помимо оборудования, Серни руководил разработкой одной из игр, выпущенных для PlayStation 4, Knack, а также её продолжения.
Серни является ведущим дизайнером последующих игровых консолей Sony, включая PlayStation Vita и PlayStation 5. Его статус даёт много возможностей. Марк Серни продолжает вести консультационную деятельность по игровому дизайну для нескольких собственных игр для Sony.

## Метод Серни
Процесс метода Серни основался в 2002 году, консультируясь с Naughty Dog, Insomniac и другими собственными студиями Sony. Серни заметил, что на этапе подготовки к производству и на этапе производства разработки видеоигр требовались совершенно разные подходы, и что невозможно было установить сроки творческого процесса. Он предположил, что предварительная стадия должна быть свободной формы, чтобы творческие люди могли исследовать жизнеспособность игры до её полной разработки. Конечным продуктом этапа предварительной подготовки в рамках процесса «Метод» должна быть «опубликованная первая играбельная» версия игры, которую можно использовать для определения жизнеспособности игры. Эта версия не обязательно должна быть полной по содержанию, но её должно быть достаточно для использования при тестировании от потенциальных потребителей. Если игра в этом состоянии не волнует игроков, то от идеи игры следует отказаться, прежде чем прилагать к ней слишком много усилий. После принятия решения о продвижении игры Серни рекомендует Методом типичное использование запланированных вех и результатов, чтобы поддерживать проект в нужном русле.

## Личная жизнь
Работая в компании Sega в Японии (1980-е и 1990-е), Серни выучил японский и там же нашёл свою будущую жену Кацуру Серни. Она же помогла основать Cerny Games, которой сейчас руководит.

## Награды
- Международная ассоциация разработчиков игр наградила Серни премией «За прижизненные заслуги» на Game Developers Choice Awards (IGDA) в 2004 году.
- В 2010 году на 13-й ежегодной премии Interactive Achievement Awards Марк Серни был введен в Зал славы Академии интерактивных искусств и наук. «Марк Серни — самый близкий к современному Да Винчи, которого мы подошли.» — сказал Джозеф Олин, тогдашний президент AIAS.

## Игры
| Год  | Название                                     | Роль                                  |
| ---- | -------------------------------------------- | ------------------------------------- |
| 1983 | Major Havoc                                  | геймдизайнер, программист             |
| 1984 | Marble Madness                               | геймдизайнер, программист             |
| 1987 | Shooting Gallery                             | геймдизайнер, программист             |
| 1987 | Missile Defense 3-D                          | геймдизайнер, программист             |
| 1988 | Shanghai                                     | программист                           |
| 1989 | California Games                             | программист                           |
| 1990 | Dick Tracy                                   | геймдизайнер, программист             |
| 1991 | Kid Chameleon                                | геймдизайнер, программист             |
| 1992 | Sonic the Hedgehog 2                         | программист                           |
| 1993 | Crash 'n Burn                                | геймдизайнер, программист             |
| 1994 | Total Eclipse                                | геймдизайнер, программист             |
| 1995 | The Ooze                                     | программист                           |
| 1996 | Disruptor                                    | исполнительный продюсер, геймдизайнер |
| 1996 | Crash Bandicoot                              | исполнительный продюсер               |
| 1997 | Crash Bandicoot 2: Cortex Strikes Back       | продюсер, геймдизайнер                |
| 1998 | Spyro the Dragon                             | исполнительный продюсер               |
| 1998 | Running Wild                                 | исполнительный продюсер               |
| 1998 | Crash Bandicoot: Warped                      | исполнительный продюсер, геймдизайнер |
| 1999 | Spyro 2: Ripto's Rage!                       | исполнительный продюсер               |
| 2000 | Crash Bash                                   | продюсер, геймдизайнер                |
| 2000 | Spyro: Year of the Dragon                    | консультант по дизайну                |
| 2001 | Jak and Daxter: The Precursor Legacy         | программист                           |
| 2002 | Ratchet & Clank                              | консультант по дизайну                |
| 2003 | Jak II                                       | программист                           |
| 2003 | Ratchet & Clank: Going Commando              | консультант по дизайну                |
| 2004 | Ratchet & Clank: Up Your Arsenal             | консультант по дизайну                |
| 2006 | Resistance: Fall of Man                      | консультант по дизайну                |
| 2007 | Uncharted: Drake's Fortune                   | консультант по дизайну                |
| 2007 | Ratchet & Clank Future: Tools of Destruction | консультант по дизайну                |
| 2010 | God of War III                               | консультант по дизайну                |
| 2011 | Killzone 3                                   | консультант по дизайну                |
| 2013 | Knack                                        | геймдиректор, сценарист               |
| 2016 | The Last Guardian                            | исполнительный продюсер               |
| 2017 | Knack 2                                      | геймдиректор, сценарист               |
| 2018 | Marvel’s Spider-Man                          | исполнительный продюсер               |
| 2019 | Death Stranding                              | исполнительный продюсер               |
| 2020 | Marvel’s Spider-Man: Miles Morales           | исполнительный продюсер               |
| 2021 | Ratchet & Clank: Rift Apart                  | исполнительный продюсер               |
| 2023 | Marvel’s Spider-Man 2                        | исполнительный продюсер               |